# The Underdogs
The Underdogs sind ein neuseeländisches Musik- bzw. Benefizprojekt, das Weihnachten 2007 mit A Very Silent Night die meistverkaufte Single des Landes produzierte.

## A Very Silent Night
Das Lied A Very Silent Night („Eine ganz stille Nacht“) wurde als Weihnachtssingle für Hunde vermarktet und die Musikaufnahme erfolgte im höchsten auf einer Audio-CD möglichen Frequenzbereich, der an der menschlichen Hörgrenze liegt und von Menschen fast nicht mehr gehört werden kann. Dazu wurde ein Video gedreht, in dem 14 Doggen, zwei Models als Weihnachtselfen sowie der neuseeländische Rapper Dei Hamo als Weihnachtsmann zu sehen sind. Regisseur Chris Graham, der unter anderem schon die Musikvideos für Neuseelands Star-Rapper Scribe gedreht hatte, nahm dabei Anleihen bei den Videos zu Drop It Like It’s Hot von Snoop Dogg und Not Many von Scribe. Zu sehen ist ein Hund beim Weihnachtsmann, der sich schließlich über die geschenkte Weihnachts-CD freut. Seine Gedanken werden dabei mit Sprechblasen bzw. Piktogrammen sichtbar gemacht, denn auch bei dem Video ist für menschliche Ohren nichts zu hören.
Allerdings können auch tierische Ohren nur mit der Original-CD etwas anfangen, da bei Komprimierungsverfahren wie MP3 oder der bei YouTube verwendeten Videokomprimierung die extremen Frequenzbereiche abgeschnitten werden. Bei einer CD-Vorstellung in einem Tierheim in Wellington sollen die Hunde aber auf die hohen Musiktöne reagiert haben.
Die Single wurde Anfang Dezember 2007 von Universal veröffentlicht und stieg von Platz 6 über Platz 3 in der Weihnachtswoche an die Spitze der neuseeländischen Charts.
Die Einnahmen aus dem Verkauf (4,99 NZD, etwa 2,60 EUR pro CD) kommen in vollem Umfang der neuseeländischen Tierschutzorganisation SPCA (Royal New Zealand Society for the Prevention of Cruelty to Animals) zugute.